# Michel Orrit
Michel Orrit (né le 27 février 1956 à Toulouse) est un physicien français connu pour ses travaux sur la physique des molécules uniques. Il est actuellement a la retraite de son travail de professeur à l'Université de Leyde.

## Récompenses
- Prix Hans Sigrist 1998[2] ;
- Bourse Humboldt 1985 pour un séjour de recherche à Göttingen ;
- Prix Hughes 1985 de l'Académie des sciences française ;
- 2010 Harkins Lecturer, Chicago, États-Unis ;
- Prix Edison Volta 2016[3] ;
- Prix Spinoza 2017[4] ;
- Professeur honoraire de l'Université pédagogique d'État de Moscou[5],[6].